# William Cox (lekkoatleta)
William John „Bill” Cox (ur. 12 czerwca 1904 w Rochester, zm. 3 czerwca 1996 w Webster w stanie Nowy Jork) – amerykański lekkoatleta (średniodystansowiec), medalista olimpijski z 1924.
Na igrzyskach olimpijskich w 1924 w Paryżu zdobył brązowy medal w biegu 3000 metrów drużynowo, razem z kolegami z zespołu Edwardem Kirbym i Willardem Tibbettsem. Do wyników drużyny liczyły się miejsca trzech najlepszych zawodników zespołu. Cox zajął indywidualnie 8. miejsce.
Był akademickim mistrzem Stanów Zjednoczonych (IC4A) w biegu na milę w 1927 oraz w biegu przełajowym w 1926 i 1927, a także halowym mistrzem IC4A w biegu na milę w 1927 i 1928.